# ألفرد موريسون لاي
ألفرد موريسون لاي هو محامي وسياسي أمريكي، ولد في 20 مايو 1836 في مقاطعة لويس في الولايات المتحدة، وتوفي في 8 ديسمبر 1879 في واشنطن العاصمة في الولايات المتحدة. نشط حزبياً في الحزب الديمقراطي. وقد انتخب عضو مجلس النواب الأمريكي ‏.